# San Cristóbal Amatlán
San Cristóbal Amatlán es una localidad del estado mexicano de Oaxaca. Es cabecera del municipio de San Cristóbal Amatlán.

## Demografía
| Censo | Población |
| ----- | --------- |
| 1900  | 542       |
| 1910  | 639       |
| 1921  | 593       |
| 1930  | 666       |
| 1940  | 835       |
| 1950  | 989       |
| 1960  | 1 125     |
| 1970  | 1 464     |
| 1980  | 1 337     |
| 1990  | 2 771     |
| 1995  | 2 919     |
| 2000  | 3 357     |
| 2005  | 3 181     |
| 2010  | 4 097     |
| 2020  | 4 316     |